# Rifugio naturale nazionale di Aransas
Il rifugio naturale nazionale di Aransas è un'area protetta di 464 km²  situata sul lato sud-occidentale della baia di San Antonio, in Texas. Si estende sulle contee di Aransas, Refugio e Calhoun.
Venne istituito secondo l'ordine esecutivo 7784 il 31 dicembre 1937 dal presidente Franklin D. Roosevelt, con il nome di "Rifugio per gli uccelli migratori di Aransas", costituendo rifugio e terreno di nidificazione per uccelli migratori e altri animali. Il nome venne cambiato nel 1939.
Tra gli uccelli della riserva ricordiamo anatre, aironi, garzette, ibis, spatole rosate e le rarissime gru americane, il cui numero è aumentato notevolmente rispetto agli anni '40.
Tra gli altri animali che abitano le distese erbose e le paludi salmastre vi sono alligatori del Mississippi, pecari dal collare, serpenti e linci rosse.